# Wario

Warios symbol som syns på hans mössa.

Wario är en tv-spelsfigur som är Marios rival och gamla barndomsvän. Wario blev avundsjuk på Marios fina utseende och hans avundsjuka gjorde honom ond. Wario dök först upp i spelet Super Mario Land 2: 6 Golden Coins till Game Boy som först kom ut 1992, där han är slutboss. Warios namn kommer från japanskans "Warui" som betyder elak, blandat med "Mario". Det kan också stämma in med engelskans "War" som betyder krig, eftersom han framstår som krigsfixerad i bland annat Mario Party. Det är ingen som vet hur nära släkt han är med Mario. Många tror att de är kusiner, något som nämns i ett antal tyska serietidningar, men det har inte bekräftats officiellt av Nintendo. En annan teori är att de är gamla skolkamrater eller att Wario är en parallell-dimensionsversion av Mario medan Waluigi är Luigis version. En annan teori är att det är en mycket elak tvillingbror till Mario. Den sistnämnda visar sig dock vara falsk i och med spelet Yoshi's Island, där man bevittnar Marios födelse (han föds genom att en stork lämnar honom hos sina föräldrar) får veta att Marios enda syskon är hans tvillingbror Luigi.
Wario är mycket girig. Han älskar skatter och pengar, vilket gör honom till en tjuv/kleptoman. I t.ex. Wario: Master of Disguise stjäl han en trollstav som förvandlar honom till olika skepnader. Han är också väldigt stark i spel han är med i, det märker man när han skryter om sina muskler, ex i Wario Land 4. Han är betydligt tjockare än Mario och går klädd i gula och lila kläder. Wario har en sicksackmustasch, på en del bilder visas all ohälsosam mat han äter och i sportspelen är han alltid tyngst och långsammast. I Yoshi's Island DS dök Baby Wario upp och hans favoritägodel är en magnet - eftersom han kan dra till sig mynt med den.

## Huvudroller
Wario innehar huvudrollen i följande spel:
- Wario Land: Super Mario Land 3 (GB)
- Wario's Woods (NES)
- Virtual Boy Wario Land (VB)
- Wario Land II (GBC)
- Wario Land 3 (GBC)
- Wario Land 4 (GBA)
- Wario World (GC)
- WarioWare, Inc.: Minigame Mania (GBA)
- WarioWare, Inc.: Mega Party Game$! (GC)
- WarioWare: Twisted! (GBA)
- WarioWare: Touched! (NDS)
- WarioWare: Smooth Moves (Wii)
- Wario: Master of Disguise (NDS)
- Wario Land: The Shake Dimension (Wii)

## Biroller
Wario har en biroll i följande spel:
- Mario Kart-serien (N64, GC, Wii, NDS)
- Mario Party-serien (N64, GC, Wii, NDS)
- Mario Golf-serien (N64, GC, GBC, GBA)
- Mario Tennis-serien (N64, GBC, GBA)
- Super Mario 64 DS (NDS)
- Super Smash Bros. Brawl (Wii)